# Харитон и Меланипп
Харитон и Меланипп (др.-греч. Χαρίτωνος και Μελάνιππος) — акрагантские тираноборцы, персонажи античного литературного предания.
История Харитона и Меланиппа, якобы живших в Акраганте в период тирании Фаларида, подробно изложена в «Пёстрых рассказах» Клавдия Элиана, и более кратко у Афинея в «Пире мудрецов».
Харитон, «ценитель всего прекрасного, и красоты юношей в том числе», был страстно влюблен в молодого Меланиппа. Последний, несмотря на угрозы расправы со стороны Фаларида, затеял тяжбу против одного из друзей тирана и проиграл дело из-за вмешательства властей. Чувствуя себя оскорбленным, он предложил любовнику составить заговор и свергнуть тиранию, вернув родине свободу.
Харитон, понимая, что из страха перед жестокостью Фаларида никто из граждан не решится примкнуть к заговору, попытался совершить тираноубийство в одиночку, чтобы в случае неудачи на Меланиппа не пало подозрение в соучастии. Покушение не удалось, Харитон был схвачен и брошен в темницу, но и под пытками отказался выдавать имена сообщников. Меланипп, не дождавшись возвращения друга, отправился к тирану и взял всю вину на себя. Фаларид, восхищенный благородством обоих, освободил друзей от наказания, но повелел им покинуть Сицилию, хотя и разрешил пользоваться доходами с имущества.
По словам Афинея, схвачены и подвергнуты пыткам были оба, и тиран проникся уважением к их стойкости. За это Аполлон даровал Фалариду отсрочку смерти, объявив об этом новым заговорщикам, пришедшим просить совета у пифии. О самих Харитоне и Меланиппе у Дельфийского оракула было прорицание, сложенное гекзаметром и пентаметром:
«…ибо бог назвал их любовь божественной дружбой».
Афиней приводит эту историю для иллюстрации тезиса,

…что любовь к мальчикам так процветала оттого, что юношеская полнота сил и взаимная приязнь, сочетаясь, послужили низвержению многих тираний. Ибо влюбленный в присутствии любимца претерпит все, лишь бы не предстать в его глазах трусом.— Афиней. XIII. 78, 602a
Другими примерами для него служат Фиванский Священный отряд, составленный, по преданию, из трехсот отборных воинов-педерастов, и история заговора Гармодия и Аристогитона. При этом, в отличие от Элиана, Афиней приводит свои источники, указывая перипатетика III века до н. э. Гиеронима и сочинение Гераклида Понтийского «О любви» (περὶ ᾿Ερωτικῶν).
Относительно наличия какой-либо фактической основы в этом предании мнения специалистов расходятся. Э. Д. Фролов полагает, что «условно-литературный характер предания о Харитоне и Меланиппе (…) не подлежит сомнению. Равным образом представляется весьма вероятным сложение этой новеллы именно в позднеклассическую или раннеэллинистическую эпоху». Он ставит это предание в один ряд со множеством романтических историй, которые производила эллинистическая литература. Её историческим прототипом, вероятно, была история Гармодия и Аристогитона, а в литературном отношении она сродни истории двух друзей-пифагорейцев Дамона и Финтия, якобы помилованных тираном Дионисием Младшим, растроганным их мужеством и взаимной преданностью.
Фролов также указывает, что эта вымышленная история положила начало развитию своего рода литературной традиции, рассматривавшей Фаларида с положительной стороны, и вышедшей на новый уровень в сочинении Лукиана Самосатского «Фаларид».
В противовес этому мнению М. Ф. Высокий предполагает, что в предании могли сохраниться следы акрагантской исторической традиции, поскольку известно, что Гераклид Понтийский пользовался аутентичными источниками по истории этого города. Если верить словам Элиана, то можно предположить, что Харитон и Меланипп, если они действительно существовали, принадлежали к состоятельной аристократической оппозиции режиму, поскольку доходы от их имущества позволяли жить в эмиграции.